# Конрад Дуден
Конрад Александар Фридрих Дуден  (3. јануар 1829 - 1. август 1911) био је пруско-немачки професор, филолог и лексикограф. Основао је познати правописни речник на немачком језику који је носиo његово име Дуден (нем.Duden) и тиме значајно утицао на развој правописа на немачком говорном подручју.

## Живот
Конрад Дуден био је други син земљопоседника, произвођача ракије и железничког службеника Јохана Конрада Дудена (нема. Johann Konrad Duden ) и његове супруге Јулиане Цхарлоте  (нема. Juliane Charlotte) . Дуден је крштен 21. јануара 1829. године у протестантској Матен цркви (нем Mathenakirche). Прве године живота провео је у Лак кући  (нема. Lackhausen) у свом родном месту.
Бећ 1833. године селисе са породицом у Весел (нема. Wesel). У Веселу завршава Уједињену вишу грађанску школу (нема. Vereinigten höheren Bürgerschule ) и школу научника  (нема. Gelehrtenschule).
1846. године Конрад студира историју, немачку и класичну филологију на Универзитету у Бону (нема. Rheinischen Friedrich-Wilhelms-Universität Bonn ), где се придружио студентском синдикату Бонер Винголф (нема.Bonner Wingolf). Међутим након четири семестра прекида студије. Верује се да је разлог напуштања Универзитета тешка финансијска ситуација. Тако ће Дуден покушати на разне начине да изађе из ситуације у којој се затекао, радећи разне врсте послова. Од тутора Фракнфурту на Мајни  ( нема.Frankfurt am Main) до кућног учитеља породици сенатора Едуарда Франца Соухаиа (нема. Eduard Franz Souchay ).
А већ 1854. године полаже државни испит на Универзитету у Бону, са посебном дозволом која ће га ослободити даљег студирања због приватног подучавања. Званично постаје квалификован да предаје латински, грчки, француски и немачки језик.  Исте године ће докторирати на Филозофском факултету Марбург           (немa. Universität Marburg ).
Године 1861. жени се са Аделине Јакоб (немa. Adeline Jakob ) у Месини, коју је тамо упознао 1854. године као ћерку немачког конзула. Са њом је имао шесторо деце. Једна од важнијих година у току које је стекао идеје о правилима која је касније применио у својим речницима, била је 1869. када постаје и директор гимназије у Шлајцу (немa. Schleiz). Дуден је својим радом пре свега желео да олакша читање и писање мање образованим људима. Седам година касније, од 1876-1905. године такође постаје директор, али овог пута Краљевске гимназије у Бад Херсфелду (немa. Hersfeld), где је 1880. године објавио свој комплетан речник немачког језика ( немa.Vollständiges Orthographisches Wörterbuch der deutschen Sprache), који се сматра његовим ремекделом 19.ог века.
Пензионисао се и преселио у пензионерски дом у Соненберг (немa. Sonnenberg) 1905. године. Тамо је преминуо у августу 1911. године, а сахрањен је у породичној гробници у Бад Херсфелду (немa. Hersfeld).

## Значај и Дуденов допринос
Цео живота је тежио уједињењу и поједностављењу немачког правописа. Његов речник из 1880. представља почетак серије Дуденовог речника, који се редовно ажурира и појављује у виду нових издања на сваких 4-5 година. Дуден је у свом речнику обухватио 28.000 речи на 187 страница. Дуден (немa. Duden) у свом тренутно 27. издању (2017) садржи око 145.000 кључних речи.
1902. године, други дом парламента у Немачкој („Бундестаг“) одредио је правила за правопис у зичним државним документима. Ова правила следиле су
Аустроугарска и Швајцарска. Дуден је следио фонетски принцип „пиши као што говориш." Сто година након његове смрти његов речник и даље остаје меродаван као узор немачког правописа. 

## Дела
1. Немачки правопис. Трактат, правила и речник са етимолошким информацијама. За више разреде високошколских установа и за самоуку наставу. Издавачка кућа Б. Г. Теубнер, Лајпциг 1872 (тзв. Сцхлеизер Дуден). (нема. Die deutsche Rechtschreibung. Abhandlung, Regeln und Wörterverzeichniß mit etymologischen Angaben. Für die oberen Klassen höherer Lehranstalten und zur Selbstbelehrung für Gebildete. Verlag B. G. Teubner, Leipzig 1872 (sog. Schleizer Duden)
2. Водич за правопис. 2. издање 1878. (нема. Anleitung zur Rechtschreibung. 2. Auflage 1878)
3. Комплетан правописни речник немачког језика, према новим пруским и баварским правилима. (нема. Vollständiges Orthographisches Wörterbuch der deutschen Sprache, nach den neuen preußischen und bayerischen Regeln. Verlag des Bibliographischen Instituts, Leipzig 1880. Faksimile: Bibliographisches Institut, Mannheim 1980)
4. Правописни водич за практични живот. Именик свих немачких и већине страних речи, бројна властита имена из географије и историје, као и многа лична имена садашњости, у правопису. (нема. Orthographischer Wegweiser für das praktische Leben. Verzeichnis sämtlicher deutschen und der meisten Fremdwörter, zahlreicher Eigennamen aus der Geographie und Geschichte, sowie vieler Personennamen der Gegenwart, in einheitlicher Schreibung. Verlag des Bibliographischen Instituts, Leipzig 1881)
5. Комплетан правописни речник за школу. Према званичним правилима новог правописа. (нема. Vollständiges Orthographisches Wörterbuch für die Schule. Nach den amtlichen Regeln der neuen Orthographie. Verlag des Bibliographischen Instituts, Leipzig 1882)
6. Етимологија новог високонемачког језика. 1893 (нема. Etymologie der neuhochdeutschen Sprache)
7. Правописни речник. (нема.Orthographisches Wörterverzeichnis. Reihe Meyers Volksbücher. Bibliographisches Institut, Leipzig und Wien o. J. [1902].)
8. Немачки правопис штампача књига. Лајпциг / Беч 1903 (познат и као „Буцхдруцкердуден“). ( . Leipzig / Wien 1903 (auch bekannt als „Buchdruckerduden“).

## Књижевност
1. Вилхелм Крох: Конрад Дуден (1829–1911) / директор гимназије. У: Ингеборг Шнак(ур.): Животне слике из Курхесена и Владека 1830–1930. Четврти том. Марбург а. Л. 1950, стр. 52-59. (нема. Wilhelm Kroh: Konrad Duden (1829–1911) / Gymnasialdirektor. In: Ingeborg Schnack (ed): Lebensbilder aus Kurhessen und Waldeck 1830–1930. Vierter Band. Marburg a. L. 1950. стр. 52–59..
2. ДУДЕН. Пригодна публикација за његов 150. рођендан 3. јануара 1979. Објавио град Бад Херсфелд. Бад Херсфелд 1979. (нема. DUDEN. Gedenkschrift zu seinem 150. Geburtstag am 3. Januar 1979. Herausgegeben von der Stadt Bad Hersfeld. Bad Hersfeld 1979)
3. Волфганг Улрих Вурцел: Конрад Дуден. 2., прерађено издање. Лајпциг 1985. (нема. Wolfgang Ullrich Wurzel: Konrad Duden. 2., durchgesehene Auflage. Leipzig 1985)
4. Пире Евен: Конрад Дуден у Соненбергу и Висбадену. У: Насауише Анален, том 105. Висбаден 1994, стр. 223-233. (нема.Pierre Even: Konrad Duden in Sonnenberg und Wiesbaden. In: Nassauische Annalen, Band 105. Wiesbaden 1994. стр. 223–233.)
5. Анке Голдберг: Конрад Дуден. Пиши, како говориш. Сутон, Ерфурт 2007  (нема. Anke Goldberg: Konrad Duden. Schreibe, wie Du sprichst. Sutton Verlag, Erfurt. 2007.  978-3-86680-093-9..)
6. Ото Баслер: Дуден, Конрад Александар. У: Новој немачкој биографији (НДБ). Том 4, Дункер & Хумблот, Берлин 1959,стр. (нема. Otto Basler: Duden, Konrad Alexander. In: Neue Deutsche Biographie (NDB). Band 4, Duncker & Humblot, Berlin. 1959.  3-428-00185-0. стр. 153 f.. (Digitalisat))
7. Ханс Гунтер Бикерт: Промоција Дудена - Епизода из живота пруског званичника у каријери. У: Часопис Удружења за хесијску историју (ЗХГ), 115, 2010, стр. 203-218. (нема. Hans Günther Bickert: Dudens Promotion – Eine Episode aus dem Leben eines preußischen Karrierebeamten. In: Zeitschrift des Vereins für hessische Geschichte (ZHG), 115, 2010. стр. 203–218..)
8. Анке Голдберг: Живот и дело Конрада Дудена. У: Службеном говору том 55, бр. 6, 2011, стр. 171–177. (Ово издање часописа Цлужбени говор објављено је са 4 чланка поводом 100-годишњици смрти Конрада Дудена.), (нема. Anke Goldberg: Das Leben und Wirken Konrad Dudens. In: Der Sprachdienst, Jahrgang 55, Nr. 6, 2011. стр. 171–177.. (Dieses Heft der Zeitschrift Der Sprachdienst ist mit 4 Beiträgen zum 100. Todestag von Konrad Duden erschienen.))
9. Кристијан Штанг: Конрад Дуден и његов речник - уводници стандардног писања, Институт за лингвистичко образовање (ИСБ), Олденбург 2011,(нема. Christian Stang: Konrad Duden und sein Wörterbuch – Wegbereiter der Einheitsschreibung, Institut für sprachliche Bildung (ISB), Oldenburg. 2011.  978-3-942122-06-1.